# Iain Softley
Iain Declan Softley (Chiswick, Londres, 28 de octubre de 1954) es un director de cine, productor y guionista inglés. Sus películas más conocidas son Backbeat, Hackers, Las alas de la paloma, K-PAX, La Llave del Mal, y la adaptación de BBC de la novela de Sadie Jones The Outcast.

## Carrera
Softley empezó a trabajar para Granada TV y la BBC durante la década de los 80 antes de trabajar en vídeos musicales y cine.
Su primera película, fue un biopic de Stuart Sutcliffe titulada Backbeat, fue estrenada en 1994 y fue nominada a un BAFTA a Mejor Película. Por su trabajo en la película, Softley recibió el Premio de Recién llegado del Círculo de Críticos de cine de Londres.
Tras Backbeat, Softley dirigió el cyber thriller Hackers, protagonizado por unos jovencisimos Angelina Jolie y Jonny Lee-Miller. Fue seguido en 1997 por una adaptación de la famosa novela de Henry James titulada Las Alas de la Paloma, protagonizada por Helena Bonham-Carter. La película ganó cuatro nominaciones a los Premio de Academia y ganó dos BAFTAs.
Sus dos siguientes películas fueron éxitos de taquilla en Estados Unidos: la adaptación de una película argentina, K-Pax, protagonizada por Kevin Spacey, y Jeff Bridges, y el thriller de suspense, La llave del mal con Kate Hudson, Gena Rowlands y John Hurt.
Después adaptó el best-seller Inkheart, de Cornelia Funke con Helen Mirren, Paul Bettany y Jim Broadbent; Trampa para Cenicienta, protagonizada por Tuppence Middleton y Alexandra Roach, adaptación de un polar de Sebastien Japrisot ; y Curve que protagoniza Julianne Hough en 2016.
Vive en Londres con su muje, la productora Sarah Curtis. Tienen tres niños.
| Año  | Título                | Director de cine | Guionista | Productor de cine |
| ---- | --------------------- | ---------------- | --------- | ----------------- |
| 1994 | Backbeat              | Sí               | Sí        |                   |
| 1995 | Hackers               | Sí               |           |                   |
| 1997 | The Wings of the Dove | Sí               |           |                   |
| 2001 | K-PAX                 | Sí               |           |                   |
| 2005 | The Skeleton Key      | Sí               |           | Sí                |
| 2008 | Inkheart              | Sí               |           | Sí                |
| 2013 | Trap for Cinderella   | Sí               | Sí        |                   |
| 2015 | Curve                 | Sí               |           |                   |